# Atai (Fluss)
Die Atai (kirgisisch Атай) ist ein rechter Nebenfluss des Kökirim im Rajon Togus-Toro (Oblus Dschalal-Abad) in Kirgisistan.
Der Fluss entspringt an den Nordosthängen des Ferghanagebirges. Die Atai fließt durch ein enges Tal und mündet dann in den Kökirim. Sie hat eine Länge von 18 km. Ihr Einzugsgebiet umfasst 250 km². Der mittlere jährliche Abfluss der Atai beträgt 2–3 m³/s.
Der Fluss wird zur Bewässerung genutzt.